# Wackstone

Représentation schématique d'un wackstone vu au microscope pétrographique.

Wackstone (ou wackestone) est un terme géologique d'origine anglaise caractérisant un type de roches carbonatées.

## Définition
Dans la classification de Dunham, un wackstone définit une roche sédimentaire carbonatée comportant des éléments figurés non jointifs (les grains) et moins de 10 % de ciment cristallin. Dans la matrice micritique (appelée boue micritique), les grains d'un wackstone représentent plus de 10 % de la roche.